# إيمرسون فرنسيس وودورد
إيمرسون فرنسيس وودورد (بالإنجليزية: Emerson Francis Woodward)‏ هو لاعب رماية أمريكي، ولد في 23 فبراير 1879 في Podunk, New York ‏ في الولايات المتحدة، وتوفي في 24 مايو 1943 في هوندو في الولايات المتحدة.